# Ernesto Viso
Ernesto José Viso Lossada (Caracas, 19 maart 1985) is een Venezolaans autocoureur. In Amerika is hij beter bekend als E.J. Viso.
Hij racete in de GP2 in 2005 en 2006, en hij bezette ook de derde auto voor Spyker F1 in 2006. In 2007 racet hij in de GP2 voor het team Racing Engineering. Hij maakte zijn seizoen bij Racing Engineering niet af, hij werd na de tweede race weggestuurd. Vanaf 2008 racet hij in de IndyCar Series voor HVM Racing. Halverwege het seizoen 2009 wordt de Nederlander Robert Doornbos zijn teamgenoot. Viso eindigde zowel in 2008 als 2009 op de achttiende plaats in het kampioenschap.